# Fetească regală

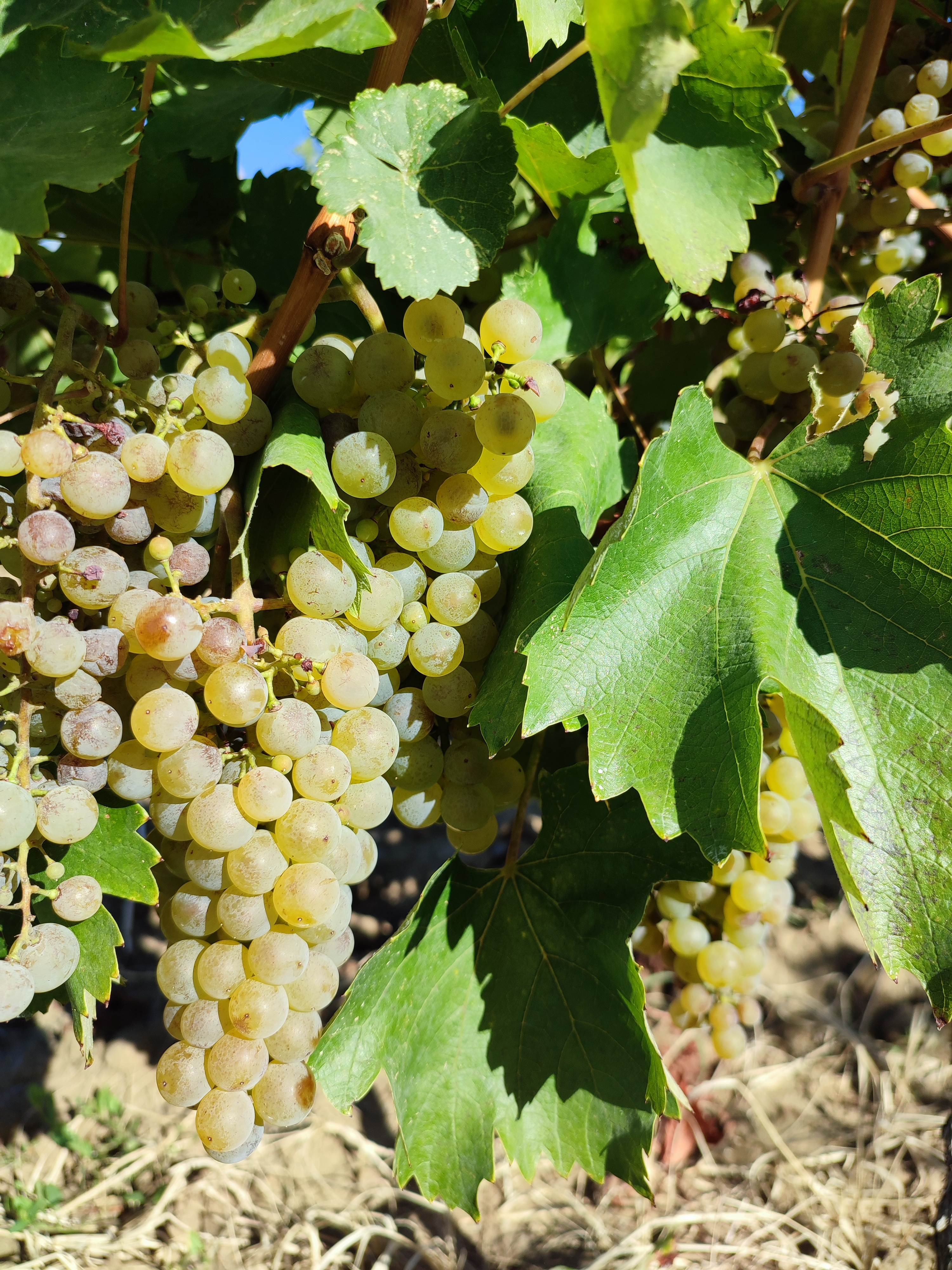
Fetească regală

Fetesca regală (denumit și Dănășană, Dănășeană, Dăneșană sau Dunășană iar în literatura de specialitate Galbena de Ardeal) este un soi românesc de struguri albi rezultat din hibridarea naturală dintre soiurile Fetească albă și Frâncușă. Soiul a fost identificat în jurul anilor 1920 în comuna Daneș,. 
Soiul a fost fixat în cultură în 1903 de către predicatorul luteran A. Ligner din Daneș care a lucrat ulterior cu pepinieristul amator A. Krafft din Mălâncrav, proprietar al unei pepiniere în Daneș. În 1928, la Expoziția Națională de Vinuri și Fructe de la București, vinul obținut din acest soi a fost prezentat sub denumirea de Fetească regală impresionând prin calitate.

## Caracteristici morfologice
Rozeta este pufoasă, verde-albicioasă, cu marginea alb-liliachie. Vârful lăstarului este pufos, alb-verzui. Lăstarul este scămos, roșietic-verzui. Inflorescența este cilindro-conică, aripată. Floarea este hermafrodită normală cu 5-6 stamine și ovar bi-sau tri-ocular, sferic, cu stil lung. Cârceii sunt glabri, cafenii. Frunza adultă este de mărime mijlocie, ușor lățită, întreagă sau trilobată, colorată verde închis, cu limbul ondulat, cu amprente slabe pe fața superioară și scămos pe fața inferioară. Sinusurile laterale sunt superficiale în formă de liră sau V, iar sinusul pețiolar este în formă de U sau liră. Dinții au baza largă și laturi ușor convexe. Nervurile sunt verzi, iar dinții sunt mijlocii, cu baza largă și laturile ușor convexe, cu vârfuri acuminate. Pețiolul este verde–cafeniu, aproape egal cu nervura mediană. Strugurele este mijlociu, cilindro-conic, uni sau biaripat, compact. Pedunculul este scurt și ierbos. Bobul este sferic, mijlociu, galben-verzui cu punct pistilar persistent și miez zemos. Sămânța este mare, ovală, cu șalază bine conturată, ovală, cu marginea ușor ridată și rostru scurt și subțire.

## Particularități agrobiologice
Este un soi cu o vigoare mare de creștere, cu o dezmugurire timpurie, înregistrată în primele zile ale lunii aprilie și cu perioadă lungă de vegetație. Își maturează bine lemnul astfel încât rezistă până la minus 22 °C și are o capacitate rapidă de refacere în urma accidentelor climatice. Este sensibil la secetă, din acest punct de vedere se evită cultura acestuia în zone secetoase și nisipoase. Este sensibil și la putregaiul cenușiu și prezintă rezistență medie la mană⁠(en)[traduceți] și la făinare. Fertilitatea este foarte bună, formând 60–70% lăstari fertili și are coeficienții de fertilitate cu valori de 0,9–1,8 cel fertil și 1,8–2,1 cel absolut.

## Particularități agrotehnice
Soiul preferă terenuri bogate în resurse hidrice, preferând portaltoi care să dezvolte un sistem radicular profund, ca SO4, SO4-4 . În plantații se poate conduce atât în forma joasă, cât și semiînaltă, dând rezultate foarte bune la multe tipuri de tăiere. Încărcătura de ochi care se lasă pe butuc variază în funcție de arealul de cultură, în medie 20-22 ochi/metru pătrat. Fetească regală reacționează foarte bine la fertilizarea organică, administrată periodic minim 30 t/ha.

## Caracteristici tehnologice
Este un soi semiaromat care ajunge la maturitate deplină la două săptămâni după soiul Fetească Albă și la 3–4 săptamâni după soiul Chasselas doré. Greutatea medie a unui strugure variază între 70 și 150 grame, iar a 100 de boabe între 145 și 190 grame. Acumulează zaharuri între 188–215 g/l, în mod normal și are o amplitudine mică de supramaturare, deoarece atinge un maxim de 220-235 g/l. Producția de struguri obținută variază de la 11 t/ha la Blaj la 27 t/ha la Odobești, cu o medie de 15–20t/ha. 
Se obțin în mod frecvent vinuri de masă (consum curent), dar și vinuri superioare seci, vinuri materie primă pentru spumante și distilate învechite din vin. Vinul este alb-verzui, cu nuanțe gălbui sau galben-verzui care trec pe măsura maturării în galben-pai sau chiar galben-auriu. Tăria este moderată, oscilând între 10–12,5%. Valorile acidității sunt de 4,5–6 g/l uneori ajungând chiar la 7,5 g/l și se situează la un nivel excelent, conferindu-i vinului o savoare aparte, vioiciune caracteristică, un bun echilibru și un gust bine conturat. Vinul tânăr degajă o aromă originală, de tip floral, ușor de recunoscut. Este corpolent și prezintă o nuanță de prospețime care determină o amintire considerată plăcută în memoria degustătorului. Gustul plăcut, bine conturat și fin este acrișor, care aduce cu al unui măr românesc de vară. 
Se recomandă a se consuma când via este tânără pentru a simți din plin prospețimea, fructuozitatea și aroma. Vinul se poate servi la începutul mesei, ca aperitiv, sau asociat cu mâncăruri ușoare pe bază de pește, fructe de mare, brânzeturi dulci nefermentate, carne albă sau chiar fructe proaspete la sfârșitul mesei.
În general, vinurile obținute sunt seci, dar se pot obține și vinuri demiseci și chiar dulci. Din acest soi se prepară materia primă pentru mari vinuri spumante românești. Din Fetească Regală se obțin și distilate.

## Selecții clonale
Din populația soiului Fetească Regală la Stațiunea de Cercetare pentru Viticultură și Vinificație Blaj a fost extrasă selecția clonală Fetească Regală 21 Blaj și a fost omologată în anul 1979.

## Zonarea
Având o mare plasticitate ecologică, dar și datorită producțiilor ridicate obținute, soiul se cultivă în foarte multe areale viticole, chiar și în areale caracterizate printr-un ecoclimat mai puțin favorabil cultivării soiurilor albe de calitate. În prezent, este cel mai cultivat soi din România, ocupând o suprafață de 12.639,3181 ha. De asemenea, soiul este cultivat și în alte țări viticole ale Europei demonstrând că este unul din soiurile românești de valoare.